# ロベルト・クラーセン
ロベルト・クラーセン（Robert Klaasen 、1993年9月6日 - ）は、オランダ・アムステルダム出身のプロサッカー選手。エールステ・ディヴィジ・VVVフェンロー所属。ポジションは、ミッドフィールダー。

## タイトル

### クラブ
スパルタ・ロッテルダム
- エールステ・ディヴィジ: 2015-16